# Coppa del Mondo di freestyle 2020
La Coppa del Mondo di freestyle 2020 è iniziata il 7 settembre 2019 a Cardrona, in Nuova Zelanda, e si è conclusa l'8 marzo 2020 a Krasnojarsk, in Russia. Da programma questa edizione si sarebbe dovuta concludere con l'evento finale di Silvaplana, in Svizzera, il 21 marzo 2020, ma a causa della pandemia di COVID-19 le ultime quattro gare sono state annullate concludendo anticipatamente la competizione. La Coppa del Mondo organizzata dalla FIS prevedeva 6 discipline: salti, gobbe, halfpipe, ski cross, slopestyle e big air. Oltre alla Coppa del Mondo generale, sono state assegnate anche le Coppe del Mondo delle singole specialità.
Hanno conquistato la Coppa del Mondo generale il canadese Mikaël Kingsbury tra gli uomini, alla sua nona vittoria consecutiva, e la francese Perrine Laffont tra le donne, alla sua seconda vittoria consecutiva.

## Uomini

### Risultati
| Data             | Località                  | Nazione       | Spec. | Primo                                               | Secondo                                      | Terzo                                        |
| ---------------- | ------------------------- | ------------- | ----- | --------------------------------------------------- | -------------------------------------------- | -------------------------------------------- |
| 7 settembre 2019 | Cardrona                  | Nuova Zelanda | HP    | Birk Irving                                         | Noah Bowman                                  | Aaron Blunck                                 |
| 3 novembre 2019  | Modena                    | Italia        | BA    | Alexander Hall                                      | Birk Ruud                                    | Andri Ragettli                               |
| 23 novembre 2019 | Alpi dello Stubai         | Austria       | SS    | annullata                                           | annullata                                    | annullata                                    |
| 6 dicembre 2019  | Val Thorens               | Francia       | SX    | Kevin Drury                                         | Youri Duplessis Kergomard                    | Ryan Regez                                   |
| 7 dicembre 2019  | Val Thorens               | Francia       | SX    | Kristofor Mahler                                    | Bastien Midol                                | Jean-Frédéric Chapuis                        |
| 7 dicembre 2019  | Ruka                      | Finlandia     | MO    | Mikaël Kingsbury                                    | Ikuma Horishima                              | Walter Wallberg                              |
| 13 dicembre 2019 | Copper Mountain           | Stati Uniti   | HP    | Aaron Blunck                                        | David Wise                                   | Noah Bowman                                  |
| 14 dicembre 2019 | Montafon                  | Austria       | SX    | Ryan Regez                                          | Kristofor Mahler                             | Brady Leman                                  |
| 14 dicembre 2019 | Pechino                   | Cina          | BA    | Birk Ruud                                           | Teal Harle                                   | Jesper Tjäder                                |
| 14 dicembre 2019 | Thaiwoo                   | Cina          | MO    | Ikuma Horishima                                     | Mikaël Kingsbury                             | Benjamin Cavet                               |
| 15 dicembre 2019 | Thaiwoo                   | Cina          | DM    | Mikaël Kingsbury                                    | Benjamin Cavet                               | Ikuma Horishima                              |
| 17 dicembre 2019 | Arosa                     | Svizzera      | SX    | Kevin Drury                                         | Viktor Andersson                             | Alex Fiva                                    |
| 20 dicembre 2019 | San Candido               | Italia        | SX    | Kevin Drury                                         | Florian Wilmsmann                            | Jonathan Midol                               |
| 21 dicembre 2019 | Secret Garden             | Cina          | HP    | Noah Bowman                                         | Aaron Blunck                                 | Lyman Currier                                |
| 21 dicembre 2019 | Atlanta                   | Stati Uniti   | BA    | Alexander Hall                                      | Antoine Adelisse                             | Teal Harle                                   |
| 21 dicembre 2019 | Shimao Lotus Mountain     | Cina          | AE    | Qi Guangpu                                          | Jia Zongyang                                 | Noé Roth                                     |
| 22 dicembre 2019 | San Candido               | Italia        | SX    | Joos Berry                                          | Bastien Midol                                | Jonas Lenherr                                |
| 22 dicembre 2019 | Shimao Lotus Mountain     | Cina          | AE    | Qi Guangpu                                          | Maksim Burov                                 | Jia Zongyang                                 |
| 22 dicembre 2019 | Shimao Lotus Mountain     | Cina          | AET   | Russia I Ljubov' Nikitina Pavel Krotov Maksim Burov | Cina II Kong Fanyu Yang Longxiao Sun Jiaxu   | Cina I Xu Mengtao Qi Guangpu Jia Zongyang    |
| 3 gennaio 2020   | Düsseldorf                | Germania      | BA    | annullata                                           | annullata                                    | annullata                                    |
| 11 gennaio 2020  | Font-Romeu-Odeillo-Via    | Francia       | SS    | Mark Hendrickson                                    | Jesper Tjäder                                | Cody Laplante                                |
| 18 gennaio 2020  | Nakiska                   | Canada        | SX    | Reece Howden                                        | Kevin Drury                                  | Daniel Bohnacker                             |
| 18 gennaio 2020  | Alpe di Siusi             | Italia        | SS    | Birk Ruud                                           | Fabian Bösch                                 | Colby Stevenson                              |
| 25 gennaio 2020  | Mont Tremblant            | Canada        | MO    | Mikaël Kingsbury                                    | Ikuma Horishima                              | Benjamin Cavet                               |
| 25 gennaio 2020  | Idre                      | Svezia        | SX    | Ryan Regez                                          | Brady Leman                                  | François Place                               |
| 26 gennaio 2020  | Idre                      | Svezia        | SX    | Daniel Bohnacker                                    | Kevin Drury                                  | Ryan Regez                                   |
| 31 gennaio 2020  | Mammoth Mountain          | Stati Uniti   | SS    | Andri Ragettli                                      | Colby Stevenson                              | Deven Fagan                                  |
| 1º febbraio 2020 | Mammoth Mountain          | Stati Uniti   | HP    | Aaron Blunck                                        | Noah Bowman                                  | Lyman Currier                                |
| 1º febbraio 2020 | Megève                    | Francia       | SX    | Kevin Drury                                         | Bastien Midol                                | Tim Hronek                                   |
| 1º febbraio 2020 | Calgary                   | Canada        | MO    | Mikaël Kingsbury                                    | Walter Wallberg                              | Dmitriy Reiherd                              |
| 6 febbraio 2020  | Deer Valley               | Stati Uniti   | MO    | Ikuma Horishima                                     | Mikaël Kingsbury                             | Felix Elofsson                               |
| 7 febbraio 2020  | Deer Valley               | Stati Uniti   | AE    | Maksim Burov                                        | Noé Roth                                     | Il'ja Burov                                  |
| 8 febbraio 2020  | Deer Valley               | Stati Uniti   | DM    | Mikaël Kingsbury                                    | Benjamin Cavet                               | Walter Wallberg                              |
| 8 febbraio 2020  | Feldberg                  | Germania      | SX    | annullata                                           | annullata                                    | annullata                                    |
| 9 febbraio 2020  | Feldberg                  | Germania      | SX    | annullata                                           | annullata                                    | annullata                                    |
| 14 febbraio 2020 | Calgary                   | Canada        | HP    | Gus Kenworthy                                       | Brendan Mackay                               | Birk Irving                                  |
| 15 febbraio 2020 | Calgary                   | Canada        | SS    | Andri Ragettli                                      | Colby Stevenson                              | Nick Goepper                                 |
| 15 febbraio 2020 | Tbilisi                   | Georgia       | AE    | annullata                                           | annullata                                    | annullata                                    |
| 15 febbraio 2020 | Mosca                     | Russia        | AE    | Pavel Krotov                                        | Noé Roth                                     | Pavel Dik                                    |
| 22 febbraio 2020 | Raŭbičy                   | Bielorussia   | AE    | Justin Schönefeld                                   | Lewis Irving                                 | Christopher Lillis                           |
| 22 febbraio 2020 | Tazawako                  | Giappone      | MO    | Mikaël Kingsbury                                    | Dmitriy Reiherd                              | Laurent Dumais                               |
| 23 febbraio 2020 | Tazawako                  | Giappone      | DM    | annullata                                           | annullata                                    | annullata                                    |
| 23 febbraio 2020 | Sunny Valley              | Russia        | SX    | Marc Bischofberger                                  | Kevin Drury                                  | Arnaud Bovolenta                             |
| 28 febbraio 2020 | Almaty                    | Kazakistan    | AE    | Christopher Lillis                                  | Pirmin Werner                                | Pavel Dik                                    |
| 29 febbraio 2020 | Deštné v Orlických horách | Rep. Ceca     | BA    | Antoine Adelisse                                    | Birk Ruud                                    | Ulrik Samnøy                                 |
| 1º marzo 2020    | Almaty                    | Kazakistan    | DM    | Ikuma Horishima                                     | Mikaël Kingsbury                             | Laurent Dumais                               |
| 7 marzo 2020     | Krasnojarsk               | Russia        | DM    | Mikaël Kingsbury                                    | Thomas Gerken Schofield                      | Bradley Wilson                               |
| 8 marzo 2020     | Krasnojarsk               | Russia        | AE    | Noé Roth                                            | Pavel Krotov                                 | Lewis Irving                                 |
| 14 marzo 2020    | Veysonnaz                 | Svizzera      | SX    | annullata a causa della pandemia di COVID-19        | annullata a causa della pandemia di COVID-19 | annullata a causa della pandemia di COVID-19 |
| 14 marzo 2020    | Idre                      | Svezia        | MO    | annullata a causa della pandemia di COVID-19        | annullata a causa della pandemia di COVID-19 | annullata a causa della pandemia di COVID-19 |
| 15 marzo 2020    | Idre                      | Svezia        | DM    | annullata a causa della pandemia di COVID-19        | annullata a causa della pandemia di COVID-19 | annullata a causa della pandemia di COVID-19 |
| 21 marzo 2020    | Silvaplana                | Svizzera      | SS    | annullata a causa della pandemia di COVID-19        | annullata a causa della pandemia di COVID-19 | annullata a causa della pandemia di COVID-19 |

Legenda: 

AE = Salti 

BA = Big air 

HP = Halfpipe 

MO = Gobbe 

DM = Gobbe in parallelo 

SS = Slopestyle 

SX = Ski cross 

T = gara a squadre

### Classifiche

#### Generale
| Pos. | Nome             | Nazione     | Punti |
| ---- | ---------------- | ----------- | ----- |
| 1    | Mikaël Kingsbury | Canada      | 94,00 |
| 2    | Noah Bowman      | Canada      | 73,00 |
| 3    | Aaron Blunck     | Stati Uniti | 72,00 |
| 4    | Kevin Drury      | Canada      | 69,82 |
| 5    | Ikuma Horishima  | Giappone    | 63,90 |
| 6    | Birk Ruud        | Norvegia    | 62,00 |
| 7    | Birk Irving      | Stati Uniti | 62,00 |
| 8    | Noé Roth         | Svizzera    | 55,14 |
| 9    | Benjamin Cavet   | Francia     | 53,10 |
| 10   | Andri Ragettli   | Svizzera    | 53,00 |

#### Salti
| Pos. | Nome          | Nazione  | Punti |
| ---- | ------------- | -------- | ----- |
| 1    | Noé Roth      | Svizzera | 386   |
| 2    | Pavel Krotov  | Russia   | 334   |
| 3    | Maksim Burov  | Russia   | 323   |
| 4    | Pirmin Werner | Svizzera | 284   |
| 5    | Lewis Irving  | Canada   | 267   |

#### Gobbe
| Pos. | Nome             | Nazione    | Punti |
| ---- | ---------------- | ---------- | ----- |
| 1    | Mikaël Kingsbury | Canada     | 940   |
| 2    | Ikuma Horishima  | Giappone   | 639   |
| 3    | Benjamin Cavet   | Francia    | 531   |
| 4    | Dmitriy Reiherd  | Kazakistan | 362   |
| 5    | Matt Graham      | Australia  | 331   |

#### Skicross
| Pos. | Nome              | Nazione  | Punti |
| ---- | ----------------- | -------- | ----- |
| 1    | Kevin Drury       | Canada   | 768   |
| 2    | Ryan Regez        | Svizzera | 454   |
| 3    | Brady Leman       | Canada   | 428   |
| 4    | Bastien Midol     | Francia  | 406   |
| 5    | Florian Wilmsmann | Germania | 342   |

#### Halfpipe
| Pos. | Nome           | Nazione     | Punti |
| ---- | -------------- | ----------- | ----- |
| 1    | Aaron Blunck   | Stati Uniti | 340   |
| 2    | Noah Bowman    | Canada      | 320   |
| 3    | Birk Irving    | Stati Uniti | 260   |
| 4    | Brendan Mackay | Canada      | 215   |
| 5    | Lyman Currier  | Stati Uniti | 178   |

#### Slopestyle
| Pos. | Nome             | Nazione     | Punti |
| ---- | ---------------- | ----------- | ----- |
| 1    | Andri Ragettli   | Svizzera    | 265   |
| 2    | Colby Stevenson  | Stati Uniti | 220   |
| 3    | Fabian Bösch     | Svizzera    | 199   |
| 4    | Birk Ruud        | Norvegia    | 158   |
| 5    | Mark Hendrickson | Canada      | 146   |

#### Big air
| Pos. | Nome             | Nazione     | Punti |
| ---- | ---------------- | ----------- | ----- |
| 1    | Birk Ruud        | Norvegia    | 310   |
| 2    | Alexander Hall   | Stati Uniti | 240   |
| 3    | Antoine Adelisse | Francia     | 188   |
| 4    | Teal Harle       | Canada      | 185   |
| 5    | Elias Syrjä      | Finlandia   | 144   |

#### Cross Alps Tour
| Pos. | Nome              | Nazione  | Punti |
| ---- | ----------------- | -------- | ----- |
| 1    | Kevin Drury       | Canada   | 396   |
| 2    | Kristofor Mahler  | Canada   | 302   |
| 3    | Bastien Midol     | Francia  | 248   |
| 4    | Ryan Regez        | Svizzera | 239   |
| 5    | Florian Wilmsmann | Germania | 220   |

## Donne

### Risultati
| Data             | Località                  | Nazione       | Spec. | Primo                                               | Secondo                                      | Terzo                                        |
| ---------------- | ------------------------- | ------------- | ----- | --------------------------------------------------- | -------------------------------------------- | -------------------------------------------- |
| 7 settembre 2019 | Cardrona                  | Nuova Zelanda | HP    | Zhang Kexin                                         | Gu Ailing                                    | Valerija Demidova                            |
| 3 novembre 2019  | Modena                    | Italia        | BA    | Mathilde Gremaud                                    | Giulia Tanno                                 | Dara Howell                                  |
| 23 novembre 2019 | Alpi dello Stubai         | Austria       | SS    | annullata                                           | annullata                                    | annullata                                    |
| 6 dicembre 2019  | Val Thorens               | Francia       | SX    | Sandra Näslund                                      | Courtney Hoffos                              | India Sherret                                |
| 7 dicembre 2019  | Val Thorens               | Francia       | SX    | Fanny Smith                                         | Sandra Näslund                               | Courtney Hoffos                              |
| 7 dicembre 2019  | Ruka                      | Finlandia     | MO    | Perrine Laffont                                     | Anri Kawamura                                | Britteny Cox                                 |
| 13 dicembre 2019 | Copper Mountain           | Stati Uniti   | HP    | Zoe Atkin                                           | Brita Sigourney                              | Rachael Karker                               |
| 14 dicembre 2019 | Montafon                  | Austria       | SX    | Marielle Thompson                                   | Sandra Näslund                               | Courtney Hoffos                              |
| 14 dicembre 2019 | Pechino                   | Cina          | BA    | Johanne Killi                                       | Giulia Tanno                                 | Silvia Bertagna                              |
| 14 dicembre 2019 | Thaiwoo                   | Cina          | MO    | Perrine Laffont                                     | Julija Galyševa                              | Justine Dufour-Lapointe                      |
| 15 dicembre 2019 | Thaiwoo                   | Cina          | DM    | Perrine Laffont                                     | Jaelin Kauf                                  | Hannah Soar                                  |
| 17 dicembre 2019 | Arosa                     | Svizzera      | SX    | Marielle Thompson                                   | Fanny Smith                                  | Sandra Näslund                               |
| 20 dicembre 2019 | San Candido               | Italia        | SX    | Marielle Berger Sabbatel                            | Sandra Näslund                               | Brittany Phelan                              |
| 21 dicembre 2019 | Secret Garden             | Cina          | HP    | Valerija Demidova                                   | Rachael Karker                               | Li Fanghui                                   |
| 21 dicembre 2019 | Atlanta                   | Stati Uniti   | BA    | Mathilde Gremaud                                    | Giulia Tanno                                 | Isabel Atkin                                 |
| 21 dicembre 2019 | Shimao Lotus Mountain     | Cina          | AE    | Xu Mengtao                                          | Aljaksandra Ramanoŭskaja                     | Laura Peel                                   |
| 22 dicembre 2019 | San Candido               | Italia        | SX    | Fanny Smith                                         | Marielle Thompson                            | Daniela Maier                                |
| 22 dicembre 2019 | Shimao Lotus Mountain     | Cina          | AE    | Xu Mengtao                                          | Aljaksandra Ramanoŭskaja                     | Kong Fanyu                                   |
| 22 dicembre 2019 | Shimao Lotus Mountain     | Cina          | AET   | Russia I Ljubov' Nikitina Pavel Krotov Maksim Burov | Cina II Kong Fanyu Yang Longxiao Sun Jiaxu   | Cina I Xu Mengtao Qi Guangpu Jia Zongyang    |
| 3 gennaio 2020   | Düsseldorf                | Germania      | BA    | annullata                                           | annullata                                    | annullata                                    |
| 11 gennaio 2020  | Font-Romeu-Odeillo-Via    | Francia       | SS    | Tess Ledeux                                         | Giulia Tanno                                 | Sarah Höfflin                                |
| 18 gennaio 2020  | Nakiska                   | Canada        | SX    | Sandra Näslund                                      | Brittany Phelan                              | Fanny Smith                                  |
| 18 gennaio 2020  | Alpe di Siusi             | Italia        | SS    | Caroline Claire                                     | Johanne Killi                                | Elena Gaskell                                |
| 25 gennaio 2020  | Mont Tremblant            | Canada        | MO    | Perrine Laffont                                     | Julija Galyševa                              | Anastasija Smirnova                          |
| 25 gennaio 2020  | Idre                      | Svezia        | SX    | Fanny Smith                                         | Sandra Näslund                               | Brittany Phelan                              |
| 26 gennaio 2020  | Idre                      | Svezia        | SX    | Sandra Näslund                                      | Fanny Smith                                  | Marielle Thompson                            |
| 31 gennaio 2020  | Mammoth Mountain          | Stati Uniti   | SS    | Sarah Höfflin                                       | Isabel Atkin                                 | Maggie Voisin                                |
| 1º febbraio 2020 | Mammoth Mountain          | Stati Uniti   | HP    | Cassie Sharpe                                       | Valerija Demidova                            | Rachael Karker                               |
| 1º febbraio 2020 | Megève                    | Francia       | SX    | Marielle Thompson                                   | Sandra Näslund                               | Alexandra Edebo                              |
| 1º febbraio 2020 | Calgary                   | Canada        | MO    | Perrine Laffont                                     | Julija Galyševa                              | Justine Dufour-Lapointe                      |
| 6 febbraio 2020  | Deer Valley               | Stati Uniti   | MO    | Perrine Laffont                                     | Jakara Anthony                               | Justine Dufour-Lapointe                      |
| 7 febbraio 2020  | Deer Valley               | Stati Uniti   | AE    | Aljaksandra Ramanoŭskaja                            | Megan Nick                                   | Abbey Willcox                                |
| 8 febbraio 2020  | Deer Valley               | Stati Uniti   | DM    | Justine Dufour-Lapointe                             | Hannah Soar                                  | Jaelin Kauf                                  |
| 8 febbraio 2020  | Feldberg                  | Germania      | SX    | annullata                                           | annullata                                    | annullata                                    |
| 9 febbraio 2020  | Feldberg                  | Germania      | SX    | annullata                                           | annullata                                    | annullata                                    |
| 14 febbraio 2020 | Calgary                   | Canada        | HP    | Gu Ailing                                           | Rachael Karker                               | Valerija Demidova                            |
| 15 febbraio 2020 | Calgary                   | Canada        | SS    | Gu Ailing                                           | Mathilde Gremaud                             | Megan Oldham                                 |
| 15 febbraio 2020 | Tbilisi                   | Georgia       | AE    | annullata                                           | annullata                                    | annullata                                    |
| 15 febbraio 2020 | Mosca                     | Russia        | AE    | Hanna Hus'kova                                      | Laura Peel                                   | Sofija Alekseeva                             |
| 22 febbraio 2020 | Raŭbičy                   | Bielorussia   | AE    | Laura Peel                                          | Xu Mengtao                                   | Xu Sicun                                     |
| 22 febbraio 2020 | Tazawako                  | Giappone      | MO    | Perrine Laffont                                     | Junko Hoshino                                | Jakara Anthony                               |
| 23 febbraio 2020 | Tazawako                  | Giappone      | DM    | annullata                                           | annullata                                    | annullata                                    |
| 23 febbraio 2020 | Sunny Valley              | Russia        | SX    | Fanny Smith                                         | Marielle Berger Sabbatel                     | Daniela Maier                                |
| 28 febbraio 2020 | Almaty                    | Kazakistan    | AE    | Nadija Mochnac'ka                                   | Megan Nick                                   | Janbota Aldabergenova                        |
| 29 febbraio 2020 | Deštné v Orlických horách | Rep. Ceca     | BA    | annullata                                           | annullata                                    | annullata                                    |
| 1º marzo 2020    | Almaty                    | Kazakistan    | DM    | Jaelin Kauf                                         | Jakara Anthony                               | Perrine Laffont                              |
| 7 marzo 2020     | Krasnojarsk               | Russia        | DM    | Perrine Laffont                                     | Jakara Anthony                               | Jaelin Kauf                                  |
| 8 marzo 2020     | Krasnojarsk               | Russia        | AE    | Laura Peel                                          | Xu Sicun                                     | Ashley Caldwell                              |
| 14 marzo 2020    | Veysonnaz                 | Svizzera      | SX    | annullata a causa della pandemia di COVID-19        | annullata a causa della pandemia di COVID-19 | annullata a causa della pandemia di COVID-19 |
| 14 marzo 2020    | Idre                      | Svezia        | MO    | annullata a causa della pandemia di COVID-19        | annullata a causa della pandemia di COVID-19 | annullata a causa della pandemia di COVID-19 |
| 15 marzo 2020    | Idre                      | Svezia        | DM    | annullata a causa della pandemia di COVID-19        | annullata a causa della pandemia di COVID-19 | annullata a causa della pandemia di COVID-19 |
| 21 marzo 2020    | Silvaplana                | Svizzera      | SS    | annullata a causa della pandemia di COVID-19        | annullata a causa della pandemia di COVID-19 | annullata a causa della pandemia di COVID-19 |

Legenda: 

AE = Salti 

BA = Big air 

HP = Halfpipe 

MO = Gobbe 

DM = Gobbe in parallelo 

SS = Slopestyle 

SX = Ski cross 

T = gara a squadre

### Classifiche

#### Generale
| Pos. | Nome              | Nazione   | Punti |
| ---- | ----------------- | --------- | ----- |
| 1    | Perrine Laffont   | Francia   | 89,60 |
| 2    | Sandra Näslund    | Svezia    | 77,73 |
| 3    | Fanny Smith       | Svizzera  | 72,36 |
| 4    | Valerija Demidova | Russia    | 69,00 |
| 5    | Laura Peel        | Australia | 67,00 |
| 6    | Marielle Thompson | Canada    | 64,45 |
| 7    | Jakara Anthony    | Australia | 56,40 |
| 8    | Rachael Karker    | Canada    | 56,00 |
| 9    | Zhang Kexin       | Cina      | 54,40 |
| 10   | Xu Mengtao        | Cina      | 50,14 |

#### Salti
| Pos. | Nome                     | Nazione     | Punti |
| ---- | ------------------------ | ----------- | ----- |
| 1    | Laura Peel               | Australia   | 469   |
| 2    | Xu Mengtao               | Cina        | 351   |
| 3    | Aljaksandra Ramanoŭskaja | Bielorussia | 260   |
| 4    | Megan Nick               | Stati Uniti | 254   |
| 5    | Xu Sicun                 | Cina        | 214   |

#### Gobbe
| Pos. | Nome                    | Nazione     | Punti |
| ---- | ----------------------- | ----------- | ----- |
| 1    | Perrine Laffont         | Francia     | 896   |
| 2    | Jakara Anthony          | Australia   | 564   |
| 3    | Jaelin Kauf             | Stati Uniti | 470   |
| 4    | Justine Dufour-Lapointe | Canada      | 460   |
| 5    | Hannah Soar             | Stati Uniti | 423   |

#### Skicross
| Pos. | Nome                     | Nazione  | Punti |
| ---- | ------------------------ | -------- | ----- |
| 1    | Sandra Näslund           | Svezia   | 855   |
| 2    | Fanny Smith              | Svizzera | 796   |
| 3    | Marielle Thompson        | Canada   | 709   |
| 4    | Marielle Berger Sabbatel | Francia  | 503   |
| 5    | Alexandra Edebo          | Svezia   | 445   |

#### Halfpipe
| Pos. | Nome              | Nazione | Punti |
| ---- | ----------------- | ------- | ----- |
| 1    | Valerija Demidova | Russia  | 300   |
| 2    | Rachael Karker    | Canada  | 280   |
| 3    | Zhang Kexin       | Cina    | 240   |
| 4    | Li Fanghui        | Cina    | 205   |
| 5    | Gu Ailing         | Cina    | 180   |

#### Slopestyle
| Pos. | Nome             | Nazione     | Punti |
| ---- | ---------------- | ----------- | ----- |
| 1    | Sarah Höfflin    | Svizzera    | 192   |
| 2    | Marin Hamill     | Stati Uniti | 161   |
| 3    | Johanne Killi    | Norvegia    | 154   |
| 4    | Mathilde Gremaud | Svizzera    | 146   |
| 5    | Giulia Tanno     | Svizzera    | 133   |

#### Big air
| Pos. | Nome             | Nazione  | Punti |
| ---- | ---------------- | -------- | ----- |
| 1    | Giulia Tanno     | Svizzera | 240   |
| 2    | Mathilde Gremaud | Svizzera | 200   |
| 3    | Johanne Killi    | Norvegia | 195   |
| 4    | Megan Oldham     | Canada   | 121   |
| 5    | Silvia Bertagna  | Italia   | 115   |

#### Cross Alps Tour
| Pos. | Nome                     | Nazione  | Punti |
| ---- | ------------------------ | -------- | ----- |
| 1    | Sandra Näslund           | Svezia   | 450   |
| 2    | Fanny Smith              | Svizzera | 411   |
| 3    | Marielle Thompson        | Canada   | 404   |
| 4    | Courtney Hoffos          | Canada   | 275   |
| 5    | Marielle Berger Sabbatel | Francia  | 251   |

## Coppa delle Nazioni
| Pos. | Nazione     | Punti |
| ---- | ----------- | ----- |
| 1    | Canada      | 7485  |
| 2    | Stati Uniti | 4992  |
| 3    | Svizzera    | 4667  |
| 4    | Francia     | 3864  |
| 5    | Svezia      | 3040  |